# 3551 Verenia
3551 Verenia eller 1983 RD är en asteroid som korsar Mars omloppsbana. Den upptäcktes 12 september 1983 av den amerikanska astronomen R. Scott Dunbar vid Palomar-observatoriet. Den är uppkallad efter Verenia.
Asteroiden har en diameter på ungefär 0,9 kilometer och den tillhör asteroidgruppen Amor.